# 리타 터싱엄
리타 터싱엄(Rita Tushingham, 1942년 3월 14일 ~ )은 잉글랜드의 배우이다.

## 출연 작품
- 라스트 나잇 인 소호 (2021)
- 마이 네임 이즈 레니 (2017)
- 아웃사이드 베트 (2012)
- 더 콜링 (2009)
- 델스타 (2008)
- 하이드아웃 (2007)
- 헤이즐무어 살인사건 (2006)
- 빙 줄리아 (2004)
- 아웃 오브 뎁스 (2000)
- 스윙 (1999)
- 아이리스의 갈망 (1997)
- 딥 어드벤쳐 (1995)
- 부활 (1989)
- 잃어버린 날개 (1986)
- 야곱의 결혼 (1974)
- 더 베드 시팅 룸 (1969)
- 트랩 (1966)
- 낵 앤 하우 투 겟 잇 (1965)
- 닥터 지바고 (1965)
- 더 레더 보이즈 (1964)
- 꿀맛 (1961)